# Claude King
Claude King (* 5. Februar 1923 in Shreveport, Louisiana; † 7. März 2013 ebenda) war ein US-amerikanischer Country-Sänger.

## Musikalische Laufbahn
King wuchs auf einer Farm in der Nähe seines Geburtsortes auf. Er begeisterte sich schon früh für Musik, mit zwölf Jahren baute er sich eine Gitarre. Während seiner Schulzeit tat er sich beim Baseball und Football hervor, danach gründete er die Drei-Mann-Band The Rainbow Boys, die rund um Shreveport auftrat. 1942 wurde er zur Navy eingezogen und nahm am Zweiten Weltkrieg teil. Nach Kriegsende besuchte er ein Business College, nach dessen Abschluss er in einem Baubetrieb arbeitete. Daneben rief er seine alte Band wieder ins Leben, der es 1947 gelang, bei der kleinen Plattenfirma President eine eigene Schallplatte aufzunehmen. 
Ab 1949 begann King Solo-Singles aufzunehmen. Seine erste Plattenfirma war das kleine Label Pacemaker aus seinem Heimatort Shreveport. Es folgten bis 1953 die Labels Gotham und Speciality und nach einer Pause von vier Jahren eine Single beim texanischen Label Dee-Jay. Während alle diese Platten erfolglos blieben, betätigte sich King in dieser Zeit erfolgreicher als Songschreiber. Außerdem bestritt er mehrere Tourneen in seiner näheren Heimat, bei denen er auch zusammen mit seinem Freund Johnny Horton auftrat. 
Nach dem Tod von Johnny Horton wurde Tillman Franks, der früher zusammen mit Claude King bei den Rainbow Boys mitgewirkt hatte, 1961 Kings Manager. Er verhalf ihm zu einem Plattenvertrag bei der großen Plattenfirma Columbia Records. Gleich die erste Columbia-Platte wurde zum Erfolg, denn mit dem Titel Big River, Big Man kam King bei Billboard in den Country-Charts auf den siebten Platz. Bis 1972 war King mit 28 Titeln ununterbrochen in den Country-Charts. Sein größter Erfolg war der von ihm selbst geschriebene Song Wolverton Mountain, der 1962 an der Spitze der Country-Charts lag und bei den Billboard Hot 100 den sechsten Platz erreichte. Die Platte wurde über drei Millionen Mal verkauft und in Kanada mit der Goldenen Schallplatte ausgezeichnet. 
Nach über 30 Singleveröffentlichung und fünf Langspielplatten lief 1973 Kings Plattenvertrag bei Columbia aus. Es folgten noch ein paar Veröffentlichungen bei kleineren Labels, bis sich King Mitte der 1980er Jahre aus dem Musikgeschäft zurückzog. Neben seinen zahlreichen Plattenveröffentlichungen gehören auch zwei Filmrollen in den Streifen Swamp Girl (1971) und Year of the Wahoo (1972) zu seiner Karriere. Seinen Lebensabend verbrachte er wieder in Shreveport, wo er 2013 im Alter von 90 Jahren in seinem Haus starb. Er war 67 Jahre mit seiner Frau Barbara verheiratet, und er hinterließ drei Söhne. 

## Diskografie

### Alben
| Veröffentlichung | Titel                            | Katalog-Nr.       |
| ---------------- | -------------------------------- | ----------------- |
| 1962             | Meet Claude King                 | Columbia CS 8610  |
| 1965             | Tiger Woman                      | Columbia CS 9215  |
| 1968             | The Best Of Claude King          | Harmony HS 11300  |
| 1969             | I Remember Johnny Horton         | Columbia CS 9790  |
| 1970             | Friend Lover Woman Wife          | Columbia CS 1024  |
| 1971             | Chip’n Dale’s Place              | Columbia CS 30804 |
| 1989             | American Originals               | Columbia FC 45075 |
| 1994             | More Than Climbing That Mountain | Bear Family       |
| 1999             | Wolverton Mountain               | Collectables      |
| 2003             | Cowboy in the White House        | Sun Record        |
| 2007             | Claude King Live!                | Goliath           |

### Singles
| Veröffentlichung | A/B-Seite                                                                 | Katalog-Nr. |
| ---------------- | ------------------------------------------------------------------------- | ----------- |
|                  |                                                                           | Pacemaker   |
| 1949             | A Million Mistakes / Why Should I                                         | HB 1010     |
|                  |                                                                           | Gotham      |
| 1950             | Beer and Pinballs / Fifty-One Beers                                       | 411         |
|                  |                                                                           | Speciality  |
| 1952             | She Knows Why / She’s My Baby                                             | 705         |
| 1952             | Take It Like a Man / So Close to Me                                       | 708         |
| 1953             | Got the World by the Tail / Slow Thinking Heart                           | 711         |
| 1953             | I Think of You and Me / Now That I Love You                               | 716         |
|                  |                                                                           | Dee-Jay     |
| März 1957        | Run Baby Run / Not Sure ff You                                            | 1248        |
|                  |                                                                           | Columbia    |
| Juni 1961        | Big River, Big Man / Sweet Lovin’                                         | 4-42043     |
| Oktober 1961     | I Can’t Get Over The Way You Got Over Me / The Comancheros                | 4-42196     |
| März 1962        | Wolverton Mountain / Little Bitty Heart                                   | 4-42352     |
| September 1962   | The Burning of Atlanta / Don’t That Moon Look Lonesome                    | 4-42581     |
| November 1962    | I’ve Got the World By The Tail / Shopping Center                          | 4-42630     |
| Februar 1963     | Sheepskin Valley / I Backed Out                                           | 4-42688     |
| Mai 1963         | Building a Bridge / What Will I Do                                        | 4-42782     |
| August 1963      | Hey Lucille / Scarlet O’Hara                                              | 4-42833     |
| Januar 1964      | That’s What Makes The World Go ’Round / A Lace Mantilla and a Rose of Red | 4-42959     |
| Juli 1964        | Sam Hill / Big Ole Shoulder                                               | 4-43083     |
| Oktober 1964     | This Land of Yours And Mine / Whirlpool                                   | 4-43157     |
| April 1965       | Tiger Woman / When You Gotta Go                                           | 4-43298     |
| Oktober 1965     | Little Buddy / Come on Home                                               | 4-43416     |
| Januar 1966      | Catch a Little Raindrop / Hold That Tiger                                 | 4-43510     |
| Juni 1966        | The Juggler / I Won’t Be Long in Your Town                                | 4-43714     |
| Oktober 1966     | Right Place at The Right Time / Little Things That Ever Girl Should Know  | 4-43867     |
| März 1967        | That’s the Way the Wind Blows                                             | 4-44035     |
| August 1967      | Laura (What He’s Got I Ain’t Got) / Goodbye My Love                       | 4-44237     |
| Dezember 1967    | Yellow Haired Woman / Ninety Nine Years                                   | 4-44340     |
| April 1968       | Parchman Farm Blues / Birmingham Bus Station                              | 4-44504     |
| September 1968   | The Power of Your Sweet Love / Beertops and Teardrops                     | 4-44642     |
| Dezember 1968    | Sweet Love on My Mind / Four Roses                                        | 4-44749     |
| April 1969       | I Remember Johnny / All for the Love of a Girl                            | 4-44833     |
| Oktober 1969     | Friend, Lover, Woman, Wife / The House of the Rising Sun                  | 4-45015     |
| März 1970        | I’ll Be Your Baby Tonight / It’s Good to Have My Baby                     | 4-45142     |
| September 1970   | Mary’s Vineyard / Johnny Valentine                                        | 4-45248     |
| März 1971        | Chip ’N’ Dale’s Place / Highway Lonely                                    | 4-45340     |
| August 1971      | When You’re Twenty-One / Heart                                            | 4-45441     |
| November 1971    | Darlin’ Raise the Shade / Sweet Mary Ann                                  | 4-45515     |
| Mai 1972         | The Lady Of Our Town / Just As Soon As I Get Over Loving You              | 4-45614     |
| September 1972   | He Ain’t Country / This Time I’m Through                                  | 4-45704     |

## Chartplatzierungen

### Alben
| Jahr | Titel                    | Höchstplatzierung, Gesamtwochen, AuszeichnungChartplatzierungen (Jahr, Titel, Platzierungen, Wochen, Auszeichnungen, Anmerkungen) | Höchstplatzierung, Gesamtwochen, AuszeichnungChartplatzierungen (Jahr, Titel, Platzierungen, Wochen, Auszeichnungen, Anmerkungen) | Anmerkungen |
| Jahr | Titel                    | US | Country | Anmerkungen |
| ---- | ------------------------ | --- | --- | ----------- |
| 1962 | Meet Claude King         | US80 (6 Wo.)US | — |             |
| 1969 | I Remember Johnny Horton | — | Country24 (10 Wo.)Country |             |
| 1971 | Chip ’N’ Dale’s Place    | — | Country45 (2 Wo.)Country |             |

grau schraffiert: keine Chartdaten aus diesem Jahr verfügbar
Weitere Alben
- 1965: Tiger Woman
- 1968: The Best of Claude King
- 1970: Friend, Lover, Woman, Wife

### Singles
| Jahr | Titel Album                                      | Höchstplatzierung, Gesamtwochen, AuszeichnungChartplatzierungen (Jahr, Titel, Album, Platzierungen, Wochen, Auszeichnungen, Anmerkungen) | Höchstplatzierung, Gesamtwochen, AuszeichnungChartplatzierungen (Jahr, Titel, Album, Platzierungen, Wochen, Auszeichnungen, Anmerkungen) | Anmerkungen |
| Jahr | Titel Album                                      | US | Country | Anmerkungen |
| ---- | ------------------------------------------------ | --- | --- | ----------- |
| 1961 | Big River, Big Man Meet Claude King              | US82 (5 Wo.)US | Country7 (16 Wo.)Country |             |
| 1961 | The Comancheros Meet Claude King                 | US71 (7 Wo.)US | Country7 (15 Wo.)Country |             |
| 1962 | Wolverton Mountain Meet Claude King              | US6 (16 Wo.)US | Country1 (26 Wo.)Country |             |
| 1962 | The Burning of Atlanta –                         | US53 (6 Wo.)US | Country10 (7 Wo.)Country |             |
| 1963 | I’ve Got the World by the Tail –                 | — | Country11 (9 Wo.)Country |             |
| 1963 | Sheepskin Valley –                               | — | Country12 (9 Wo.)Country |             |
| 1963 | Building a Bridge –                              | — | Country12 (5 Wo.)Country |             |
| 1963 | Hey Lucille! –                                   | — | Country13 (5 Wo.)Country |             |
| 1964 | That’s What Makes the World Go Around –          | — | Country33 (7 Wo.)Country |             |
| 1964 | Sam Hill –                                       | — | Country11 (18 Wo.)Country |             |
| 1965 | Whirlpool (Of Your Love) –                       | — | Country47 (3 Wo.)Country |             |
| 1965 | Tiger Woman                                      | — | Country6 (18 Wo.)Country |             |
| 1966 | Little Buddy Tiger Woman                         | — | Country17 (11 Wo.)Country |             |
| 1966 | Catch a Little Raindrop Tiger Woman              | — | Country13 (15 Wo.)Country |             |
| 1966 | Little Things That Every Girl Should Know –      | — | Country50 (12 Wo.)Country |             |
| 1967 | The Watchman –                                   | — | Country32 (10 Wo.)Country |             |
| 1967 | Laura (What’s He Got That I Ain’t Got) –         | — | Country50 (10 Wo.)Country |             |
| 1967 | Yellow Haired Woman –                            | — | Country59 (2 Wo.)Country |             |
| 1968 | Parchman Farm Blues –                            | — | Country67 (3 Wo.)Country |             |
| 1968 | The Power of Your Sweet Love –                   | — | Country48 (6 Wo.)Country |             |
| 1969 | Sweet Love On My Mind –                          | — | Country52 (7 Wo.)Country |             |
| 1969 | All for the Love of a Girl –                     | — | Country9 (15 Wo.)Country |             |
| 1969 | Friend, Lover, Woman, Wife –                     | — | Country18 (10 Wo.)Country |             |
| 1970 | I’ll Be Your Baby Tonight Chip ’N’ Dale’s Place  | — | Country33 (10 Wo.)Country |             |
| 1970 | Mary’s Vineyard Chip ’N’ Dale’s Place            | — | Country17 (15 Wo.)Country |             |
| 1971 | Chip ’N’ Dale’s Place                            | — | Country23 (13 Wo.)Country |             |
| 1971 | When You’re Twenty-One –                         | — | Country54 (5 Wo.)Country |             |
| 1972 | Darlin’ Raise the Shade (Let the Sun Shine In) – | — | Country57 (6 Wo.)Country |             |
| 1972 | He Ain’t Country –                               | — | Country48 (8 Wo.)Country |             |
| 1977 | Cotton Dan –                                     | — | Country94 (3 Wo.)Country |             |